# Torneo Apertura 2010 (México)
El Torneo Apertura 2010 fue la edición LXXXIV del campeonato de liga de la Primera División del fútbol mexicano; se trató del 29º torneo corto, luego del cambio en el formato de competencia, con el que se abrió la temporada 2010-11. Para este torneo hubo un equipo nuevo, el Necaxa de Aguascalientes, que ocupó el espacio disponible debido a que el equipo de los Indios de Ciudad Juárez descendió a la Liga de Ascenso durante el Torneo Bicentenario 2010. El sistema de competencia fue el mismo que el de los torneos cortos anteriores.

## Sistema de competición
Básicamente el sistema de calificación de este torneo será el mismo del Torneo Bicentenario 2010 (México), se desarrollara en dos fases:
- Fase de calificación:  se integra por las 17 jornadas del torneo.
- Fase final:  se integra por los partidos de ida y vuelta, de cuartos de final, semifinal y final.

### Fase de calificación
En la fase de calificación participan los 18 clubes de la primera división profesional jugando todos contra todos durante las 17 jornadas respectivas, a un solo partido. Se observará el sistema de puntos. La ubicación en la tabla general y en la tabla grupos está sujeta a lo siguiente:
- Por juego ganado se obtendrán tres puntos.
- Por juego empatado se obtendrá un punto.
- Por juego perdido no se otorgan puntos.

El orden de los clubes al final de la Fase de Calificación del torneo corresponderá a la suma de los puntos obtenidos por cada uno de ellos y se presentará en forma descendente. Si al finalizar las 17 jornadas del torneo, dos o más clubes estuviesen empatados en puntos, su posición en la Tabla General será determinada atendiendo a los siguientes criterios de desempate:
1. Mejor diferencia entre los goles anotados y recibidos.
2. Mayor número de goles anotados.
3. Marcadores particulares entre los clubes empatados.
4. Mayor número de goles anotados como visitante.
5. Sorteo.

Participan por el título de Campeón de la Primera División Profesional en el Torneo Apertura 2010, automáticamente los clubes que hayan obtenido el primero y segundo lugar de su respectivo grupo, así como los dos clubes mejor clasificados al término de la jornada 17 en la Tabla General, excluyendo a los seis clubes ya clasificados como primero y segundo lugar de su grupo.
Los 3 equipos con mayor puntaje en la Fase Regular del Torneo clasificarán directamente a la Copa Libertadores 2011. No obstante, el Cruz Azul, el Monterrey, el Toluca y el Santos Laguna no podrán clasificarse a dicho torneo, debido a su participación en la Liga de Campeones de la Concacaf 2010-2011. Por tal razón, los otros 14 equipos serán los que disputen los 3 cupos a la Copa Libertadores 2011, dependiendo de su ubicación en la Tabla General y sin contar a los 4 equipos mencionados.

### Fase final
Los ocho clubes calificados para la fase final del torneo serán reubicados de acuerdo con el lugar que ocupen en la Tabla General al término de la jornada 17, correspondiéndole el puesto número uno al club mejor clasificado, y así sucesivamente hasta el número ocho. Los partidos correspondientes a la Fase Final se desarrollarán a visita recíproca y los equipos mejor ubicados serán quienes reciban el partido de vuelta, en las siguientes etapas:
- Cuartos de final.
- Semifinales.
- Final.

En esta fase, en caso de empate en el marcador global (resultado del partido de ida y del partido de vuelta) el equipo mejor ubicado en la Tabla General de la Fase de Calificación será el que avance a la siguiente Fase.
En la final, en caso de empate en el marcador global, se añadirán dos periodos de 15 minutos y, en caso de mantenerse la igualdad al término del alargue o prórroga, se procederá a la lotería de los tiros penales, para determinar al campeón del torneo.
Además, los dos equipos que lleguen a la final del torneo, clasificarán en forma directa a la Concacaf Liga Campeones 2011-2012, en la cual serán acompañados directamente, por los 2 equipos que lleguen a la final del Clausura 2011.

## Equipos participantes
| Santos Pachuca Monterrey Tigres Morelia Atlas Guadalajara Estudiantes San Luis Querétaro Necaxa Puebla Toluca América Cruz Azul UNAM Jaguares Atlante | \| Entidad Federativa \| N.º \| Equipos \| \| ------------------ \| --- \| -------------------------------- \| \| Distrito Federal \| 3 \| América, Cruz Azul y UNAM \| \| Jalisco \| 3 \| Atlas, Estudiantes y Guadalajara \| \| Nuevo León \| 2 \| Monterrey y Tigres \| \| Aguascalientes \| 1 \| Necaxa \| \| Coahuila \| 1 \| Santos \| \| San Luis Potosí \| 1 \| San Luis \| \| Querétaro \| 1 \| Querétaro \| \| Hidalgo \| 1 \| Pachuca \| \| Estado de México \| 1 \| Toluca \| \| Michoacán \| 1 \| Morelia \| \| Puebla \| 1 \| Puebla \| \| Chiapas \| 1 \| Jaguares \| \| Quintana Roo \| 1 \| Atlante \| |                                  |
| Entidad Federativa | N.º | Equipos                          |
| Distrito Federal | 3 | América, Cruz Azul y UNAM        |
| Jalisco | 3 | Atlas, Estudiantes y Guadalajara |
| Nuevo León | 2 | Monterrey y Tigres               |
| Aguascalientes | 1 | Necaxa                           |
| Coahuila | 1 | Santos                           |
| San Luis Potosí | 1 | San Luis                         |
| Querétaro | 1 | Querétaro                        |
| Hidalgo | 1 | Pachuca                          |
| Estado de México | 1 | Toluca                           |
| Michoacán | 1 | Morelia                          |
| Puebla | 1 | Puebla                           |
| Chiapas | 1 | Jaguares                         |
| Quintana Roo | 1 | Atlante                          |

## Información de los equipos

### Ascenso y descenso
| Pos | Descendido de Primera División 2009-10 |
| --- | -------------------------------------- |
| 17º | Indios de Ciudad Juárez                |

| Pos | Ascendido de Liga de Ascenso |
| --- | ---------------------------- |
| 2º  | Necaxa                       |